# Єгудіт Гендель
Єгудіт Гендель (25 жовтня 1921 — 23 травня 2014) — ізраїльська письменниця, есеїстка та журналістка, лавреатка Ізраїльської премії з літератури 2003 року.

## Біографія
Єгудіт Гендель народилася у Варшаві, столиці Польщі, у хасидській родині, що походила від рабина Єхезкеля з Казімежа. Вона була старшою дочкою Нехами та Аківи Генделя. Її дід, рабин Єхезкель Гендель іммігрував до Палестини, під час хасидської імміграції 1925 році і став одним із засновників хасидської організації. Двоє його синів стали першими водіями автобусів у долині Зебулун.
Батько Гендель був членом Бунду, але після загибелі одного з його братів у автомобільній аварії родина вирішила емігрувати до Палестини в 1930 році. Вони оселилися в поселенні Нешер  поблизу Хайфи. Аківа Гендель став активним членом місцевої робітничої громади, а згодом – членом правління кооперативу «Еггед» та секретарем його осередку на півночі країни.  

## Літературна кар'єра
Її перше оповідання "Беквебот Орот" було опубліковане у журналі «Мабван» у квітні 1942 року. Відтоді її твори регулярно друкувалися. Гендель вирізнялася особливим літературним стилем, що відрізнявся від традиційних письменників покоління Пальмаха.
Гендель недовго служила в ЦАХАЛ і брала участь у Війні за незалежність. Її перша книга, збірка оповідань "Інші люди" (1950), розповідала про життя молодих солдатів, труднощі адаптації тих, хто пережили Голокост, а також життя бездомних. 1954 року Гендель отримала премію Ашера Бараша за книгу "Сходова вулиця", яка стала її найвідомішим твором і була адаптована для театру Габіма у 1957 році.
Після публікації "Сходової вулиці" Гендель майже 15 років не випускала нових творів. Лише в 1969 році вона опублікувала "Двір Момо Великого", який згодом був адаптований для телебачення та знятий фільм Єгудою Джаддом Неманом (1972).

## Особисте життя
У 1948 році Гендель одружилася з художником Цві Меєровіцем, одного із засновників New Horizons, старшим за неї на 11 років. Вони прожили разом у Хайфі до його смерті в 1974 році. У шлюбі народила двох дітей: Доріт Меєровіц (1950–2007), літературознавиця, та Шукі Меєровіц (нар. 1963), соціолог.
У квітні 1971 року її чоловік переніс інсульт, після чого був частково паралізований і почав малювати лівою рукою. Гендель доглядала за ним протягом багатьох років, допомагаючи йому продовжувати творчу діяльність. Після його смерті вона відмовилася публікувати майже завершений роман. 1984 року вийшла її книга "Інша сила", яка описує їхнє спільне життя.
Після смерті чоловіка Гендель переїхала жити в Тель-Авів.

## Подорож до Польщі
1987 року Гендель опублікувала книгу "Біля тихих сіл", засновану на її подорожі до Польщі 1986 року. Вона базувалася на серії радіопередач "Польща – осінь 86", які транслювалися на другому каналі Kol Israel. Книга отримала значний резонанс в ізраїльському суспільстві.

## Літературний стиль і вплив
Єгудіт Гендель хронологічно належить до покоління письменників 1958 року, проте її творчість характеризується пізнішими літературними течіями. Вона прагнула відобразити реальність свого часу з позиції «інших», зокрема жінок, нових іммігрантів, хворих і літніх людей.
Від самого початку Гендель сформувала літературне «Я», відмінне від прийнятого в її полі: не колективне й героїчне, а «тендітне і відкинуте», яке спостерігає за центральними подіями періоду ніби ззовні, з маргінесу створення. Її стиль перегукується з творчістю основоположників сучасної єврейської літератури, таких як Йосеф Хаїм Бреннер, Мойхер-Сфорім Менделе та Шмуель Йосеф Аґнон. У цьому сенсі вона передбачила стиль письменників «державного покоління», зокрема Амоса Оза та А. Б. Єгошуа.
У своїй книзі «Інша влада» Гендель звернулася до мотиву, який пізніше став наскрізним у її творчості: використання автобіографічного оповідання. Крім того, цей твір розкриває її літературні роздуми над темами трауру та смерті – майже всі її пізніші книги зосереджені на втраті близької людини.
Однак, на відміну від національного культурного етосу, Гендель, як зазначає Йоана Ґонен, фокусується не на піднесеній політичній втраті, а на особистому горі, заперечуючи ідею героїчної порожнечі. Бувши письменницею в поколінні переважно чоловічої літератури, вона хоча й не зачіпала феміністичних питань, проте запропонувала новий підхід до традиційних для її часу тем.

### Редакторка
- Єгудіт Гендел (Ліката), Для захисника: вірші, Тель-Авів: Загальна федерація єврейських робітників у Палестині – Інформаційний відділ Виконавчого комітету, 1958.

## Нагороди
- 1954 – Премія імені Ашера Бараша за дебютний роман « Сходова вулиця ». [2]
- 1976–5776 – Творча премія прем’єр-міністра для письменників і поетів [3].
- 1978–1979 – Премія ACUM. [4]
- 1989 – Премія Аньона за «Трохи грошей».
- 1995–5755 – Премія Ньюмена з літератури Університету Бар-Ілан.
- 1997 – Премія Бялика з художньої літератури муніципалітету Тель-Авіва.
- 1998 – Творча премія для письменників і поетів від прем’єр-міністра. [ 4 ]
- 2003 – Премія Ізраїлю з літератури.

## Зовнішні посилання
- Твори Єгудіт Гендель у проекті Бен-Єгуда «Силою слова» - життя і творчість  Єгудіт Гендель. Фільм Емрі Ліора із циклу «Баноф слова»https://www.wordswithaview.com/yehudit-hendel
- Список есе про  Єгудіт Гендель на вебсайті Rambai
- Єгудіт Гендель у «Лексиконі нової єврейської літератури»
- Список публікацій Єгудіт Гендель у каталозі Національної бібліотеки ім
- Про Єгудіт Гендель у каталозі Національної бібліотеки
- Єгудіт Гендель, сайт ізраїльської премії
- Єгудіт Гендель, вебсайт Інституту перекладу івритської літератури (англійською мовою).mw-parser-output.languageicon{font-size:0.95em;font-weight:bold;color:#555}
- Яффа Берловітц,
- Єгудіт Гендель, Енциклопедія для єврейських жінок (англійською мовою) Єгудіт Гендель про Єгудіт Гендель - Частина I, вебсайт "Євреїв", 20 лютого 2013 р
- Єгудіт Гендель про  Єгудіт Гендель – Частина Б, вебсайт «Євреїв», 20 лютого 2013 р.
- Книги  Єгудіт Гандал на сайті Нової бібліотеки
- Діна Еліаш, Бен Хачід і Умегал, Добр, «Добр ха-Шаву», 8 березня 1957 р.
- Ребекка Кацнельсон, зустрічі з письменницею Єгудіт Гендель: Нижня Хайфа - літературна золота копальня, Маарів, 31 жовтня 1058 р.
- Йора Керен, власниця «Момо» – про свою книжку: із розмови з письменницею Єгудіт Гендель, Маарів, 25 липня 1969
- .від. Ачі-Йосеф [Моше бен Елул], розповідь про бідне передмістя, Девар, «Дейвер тижня», 2 липня 1954 р., продовження (розмова з лавреатом премії Бараша)
- Оріт Міттал, Біль, що відбивається на тілі, вебсайт Haaretz, 19 червня 2007 р.
- Lilach Vlach, Shir Kinah, вебсайт nana10, 21 лютого 200
- Нетта Халфрін,  Єгудіт Гендель: «Для нас добре жити. Давайте помремо», сайт Haaretz, 9 травня 2011 р.
- Автор Єгудіт Гендель Галаха Леулма, вебсайт ynet, 23 травня 2014 р.
- Шагія бен Нун і Уші Сегал, письменник Єгудіт Гендель Галаха Леулма, вебсайт Wallah, 23 травня 2014 (аудіо)
- Джун Лівна, «Успіх Філ і крісло Харіка»: інтерв’ю з  Єгудіт Гендель
- Айріс Мілнер, Strangers in the House: The "Albiti" in the work of Judith Gendel, Mekhin 17, March 2016, p
- Тамар Марін, Розглядаючи дзеркало: меланхолія як інтертекстуальність у романі  Єгудіт Гендель «Вулиця зі сходами», лист 2, 2012 р.
- Міхал Бен-Нафталі про книгу Єгудіт Гендель «Інша сила», лист 3, 2013 р.
- Mein Harel, збірка книг «Вона не померла... лише Галаха»: сироти та свідки в оповіданнях  Єгудіт Гендель, у блозі «Hasfernim» Національної бібліотеки, 20.10.2021
- Рут Нетцер.  Єгудіт Гендель - Трофу душевнохворих. В кн.: Душа літератури – Есе про літературу та поезію в юнгіанській перспективі. Кармель. 2021 рік

### Твори
- Шлях від вокзалу: Сефор, Мішмар, 29 червня 1945 р., продовження 6 липня 1945 р.
- Молитва за дитину Бадур Егума, ДБР, 21 грудня 1945 р Танець Хаїмки ДБР 06.12.1946
- Танець Хаїмки ДБР 06.12.1946
- Вулиці Неаполі: (Лист з Італії), ДБР, 5 жовтня 1947 р.
- Нічне купання: (розділи нумеровані), ДБР, 31.10.1947
- Шумер Гамотур ДБР 27.02.1948
- Росіяни, американці та нацисти з останнього дня: лист від Мойни, DBR, 3 березня 1950 р.
- ynet, «З усім знанням про жорстокість по радіо, був страх перед ним»: історія Джудіт Гендель, яка не була опублікована в бібліотеці, на вебсайті ynet, 28 грудня 2024 р.

## Виноски
1. ↑  Bibliothèque nationale de France BNF: платформа відкритих даних — 2011.
2. ↑  Шаблон:דבר. מנימוקי השופטים ומדבריה של הנדל במעמד הענקת הפרס: Шаблон:דבר; Шаблон:על המשמר.
3. ↑  Шаблон:דבר.
4. ↑  Шаблон:מעריב.
5. ↑  Шаблон:הארץ